# Демографический взрыв
Демографический взрыв — резкое увеличение численности населения в результате устойчивого и значительного превышения рождаемости над смертностью.

## Современный демографический взрыв
До XVII в. население Земли увеличивалось медленно. Оно составляло примерно 50 млн в 1000 году до н. э. и достигло 500 млн лишь в XVII веке, спустя 2600 лет. Затем темпы роста резко увеличились. Если населению мира потребовалось около 80 лет, чтобы удвоить свою численность с 1 до 2 млрд к 1930 году, то вновь численность населения удвоилась за 44 года — 4 млрд в 1974 году. На увеличение численности населения мира с 5 до 6 млрд (1999 год) ушло всего 12 лет. Численность населения мира ежедневно увеличивалась в 1992 году на 254 тыс., менее 13 тыс. из них приходилось на долю промышленно развитых стран, остальные 241 тыс. — на развивающиеся страны. 60 % — Азия, 20 % — Африка, 10 % — Латинская Америка.
Столь разительные различия и обусловливают современный демографический взрыв, по мощности сильно превосходящий имевший место в Европе конца XIX — начала XX века. Начало современного демографического взрыва приходится на 1950-е годы, он продолжается вплоть до настоящего времени, хотя и медленно идёт на спад.
Продолжается снижение общего уровня смертности, в результате успехов медицины, рождаемость же во многих развивающихся странах сохранилась на прежнем уровне, на фоне чего видна очень молодая структура населения в большинстве слаборазвитых стран. Это до некоторой степени способствует продолжению современного демографического взрыва, особенно в странах Южной Азии, Ближнего Востока, Тропической Африки, Латинской Америки. В XXI веке тенденция снижения рождаемости в соответствии с нормой демографического перехода коснулась многих развивающихся стран, что обусловлено социально-экономическими изменениями развивающегося общества в целом и изменениями в семье, в положении женщины, её вовлечении в производство. Несмотря на то, что относительные темпы роста населения снизились, абсолютная численность населения Земли всё ещё продолжает быстро расти (за 2002 год на 74 млн).
Согласно исследованиям ООН, численность населения планеты в 1994 году составляла 5,7 млрд, в 2014 году — более 7,2 млрд, к 2025 году составит 8,1 млрд, годовой прирост населения за 2014 год составил около 87 млн.

## Особенности современного демографического взрыва
- в развивающихся странах наблюдается быстрый рост населения, значительно опережающий их социально-экономическое развитие, усугубляя и без того сложные проблемы занятости, социальной сферы, обеспечения продовольствием, экономики и т. п.;
- наиболее отрицательными последствиями демографического взрыва в странах Африки и Ближнего Востока являются локальные войны и конфликты, приводящие к потокам беженцев и мигрантов в более экономически благополучные страны[7];
- последствия современного глобального демографического перехода, являющегося итогом демографического взрыва, пока существенно меньше, чем в прошлом столетии (демографический переход, обозначившийся в индустриальных странах в начале XX века, в итоге привёл к двум мировым войнам)[8].

Современный демографический взрыв не только происходит в большом числе стран, непосредственно охватывая значительную часть мирового населения, но, по существу, прямо или косвенно затрагивает всё мировое сообщество, превращая демографическую проблему в одну из глобальных проблем современности.
| 7-8 детей 6-7 детей | 5-6 детей 4-5 детей | 3-4 детей 2-3 детей | 1-2 детей 0-1 детей |

## Конец демографического взрыва
Вместе с тем, следует принимать во внимание, что своего пика относительные темпы роста населения Земли достигли в 1963 году (2,2 % в год); абсолютный рекорд годового роста численности населения мира был достигнут в 1990 году (87,4 млн в год). В настоящее время темпы мирового роста населения хоть и медленно, но снижаются, составив в 2014 году 86,5 млн в год, что свидетельствует об окончании эпохи демографического взрыва или глобального демографического перехода. Вместе с тем, угроза достижения относительного перенаселения до сих пор сохраняется, применительно к отдельным странам, где скорость демографического роста остаётся до сих пор исключительно высокой, а замедляется она недостаточными темпами (прежде всего речь идёт о странах Тропической Африки, таких как Нигерия, ДРК, Ангола и т. д.). ЮНИСЕФ прогнозировал, что в период между 2015—2050 годом в Африке родится почти 2 млрд детей. Это обуславливается высокими показателями рождаемости и растущим числом женщин, способных иметь внуков от своих детей.
Снижение рождаемости является неотъемлемым следствием экономического прогресса и доступа женщин к образованию. Аналитики ООН считают, что для многих бедных стран пороговым уровнем образования для женщин, при котором рождаемость снизится на 20 % и более, является семилетнее обучение. Женщины с более высоким уровнем образования позже создают семью, более склонны не выходить замуж вообще, повышение уровня образования женщин увеличивает использование контрацептивных средств, способных предотвратить беременность.
По оценкам разработчика математической модели роста населения Земли С. П. Капицы, в результате глобального демографического перехода (быстрого снижения рождаемости в индустриальном обществе), темпы роста населения планеты резко снизятся после 2025 года, а к 2130-м годам наступит стабилизация населения Земли, по достижении численности в 11−12 млрд.
Директор Института демографии НИУ-ВШЭ — Анатолий Вишневский — считает, что оптимальный способ сохранить в будущем стабильный уровень жизни всего населения, в условиях роста антропогенного давления на окружающую среду и грядущего истощения невозобновляемых ресурсов, — это постепенный возврат к численности населения планеты, которое было в середине XX века (около 2,5 млрд): «Это значит, что на какое-то, довольно долгое время, всё человечество должно перейти к рождаемости, которая будет ниже уровня простого замещения поколений». Если этого не произойдет, то при достижении численности населения Земли в 10−11 млрд в результате разрушения естественных систем жизнеобеспечения к 2100 году человечество может быть поставлено на грань выживания, с обвальным падением численности до 1-3 млрд, вследствие голода и глобального социально-экономического коллапса.